# КАвЗ-685

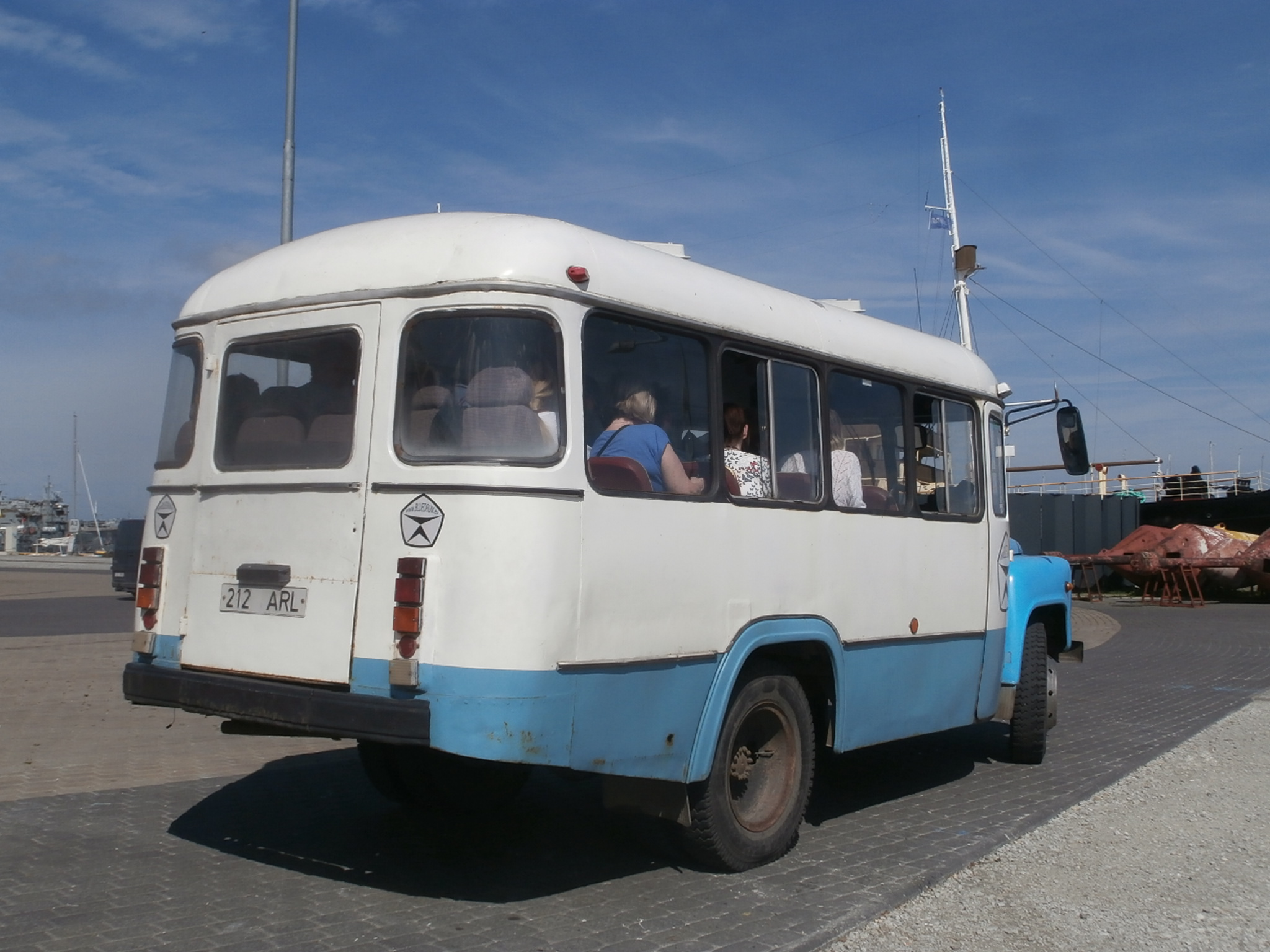
Вид сзади

КАвЗ-685 — советский автобус среднего класса капотной компоновки на грузовых шасси ГАЗ-53-12. Производился на Курганском автобусном заводе.

## История модели
Автобус пришел на смену модели КАвЗ-651А, первые опытные экземпляры появились в конце 60-х годов, разработкой нового автобуса руководили заместители главного конструктора завода С. В. Мальцев и И. Ф. Басов, художник-дизайнер В. В. Фоменко. С 1971 года КАвЗ-685 начали выпускать опытно-промышленными партиями. Эти машины отличались от будущих серийных машин составными ветровыми стеклами из четырёх частей, которые на серийных автобусах были заменены двумя раздельными стеклами. Серийный выпуск автобуса начался в 1973 году.
В 1975 году вместо круглых задних фонарей и стоп-сигналов были использованы новые, прямоугольной формы. Изменены были и передние указатели поворота — они стали двухцветными.
В конце 1977 года автобусу присвоили «Знак качества».
Позднее выпускались различные модификации автобуса, которые производились до 1989 года, после чего были заменены на конвейере моделью КАвЗ-3976.

## Техническое описание
КАвЗ-685 был капотным автобусом малой вместимости, как и его предшественник КАвЗ-651Б, и предназначался главным образом для работы в сельской местности. КАвЗ-685 отличался от своего предшественника увеличенными размерами салона, более современным дизайном, имел улучшенные тягово-динамические показатели и повышенную надёжность.
Шасси нового автобуса представляло собой специальную модификацию базового шасси ГАЗ-53А. Оно имело усиленную раму и подвеску, V-образный карбюраторный восьмицилиндровый двигатель ЗМЗ-53А. Для передачи увеличенного крутящего момента применили усиленное однодисковое сцепление, новую коробку передач и новый карданный вал. С 1975 года тормозная система получила двухконтурный гидравлический привод с двумя гидровакуумными усилителями и аварийным сигнализатором тормозов.
КАвЗ-685 имел тёплый пассажирский салон, удобные мягкие сиденья с небольшими поручнями оригинальной конструкции, частично отделенное от пассажиров место водителя, хорошую вентиляцию с раздвижными боковыми окнами и верхними люками в крыше, неплохое освещение. Межремонтный пробег КАвЗ-685 составлял в среднем 260 тысяч км.
| Технические характеристики КАвЗ-685 1974 года |                                                                           |
| Кузов                                         | закрытый цельнометаллический.                                             |
| Колёсная формула                              | 4 × 2                                                                     |
| Общее число мест                              | 28                                                                        |
| Число мест для сидения                        | 21                                                                        |
| Максимальная скорость, км/ч                   | 80                                                                        |
| Путь торможения со скорости 60 км/ч (м)       | 36,7                                                                      |
| расход топлива при 30-40 км/ч, л/100 км       | 24                                                                        |
| Тормозная система                             | Барабанные с раздельным гидроприводом и вакуумным усилителем              |
| Длина, мм                                     | 6600                                                                      |
| Ширина, мм                                    | 2405                                                                      |
| Высота, мм                                    | 2835                                                                      |
| База, мм                                      | 3700                                                                      |
| Дорожный просвет, мм                          | 265                                                                       |
| Колея, мм                                     | 1630 спереди, 1690 сзади                                                  |
| Снаряженный вес, кг                           | 4080                                                                      |
| Двигатель                                     | 8 цилиндровый, V-образный, 4254 см3                                       |
| Трансмиссия                                   | 4-х ступенчатая с гипоидной главной передачей с п.ч.=6,83. Шины 8,25-20   |
| Рулевой механизм                              | Глобоидальный "червяк" с трехгребневым роликом, передаточное число - 20,5 |

## Модификации
- КАвЗ-685С — был рассчитан на эксплуатацию в северных районах страны при температуре до −60°С, имел улучшенную теплоизоляцию и двойные стекла салона.
- КАвЗ-685Г — предназначался для работы в горах на высоте 3-4 тысяч метров.
- КАвЗ-685М (1984—1986) — модернизированная версия автобуса. Производилась на горьковском шасси ГАЗ-53-12 и с новым двигателем ЗМЗ-53-11.
- КАвЗ-3270 (1986—1991) — модернизированная версия КАвЗ-685М с индексацией согласно отраслевой нормали ОН 025 270-66, с верхним расположением стеклоочистителей.
- КАвЗ-3271 (1991—1993) — переходный к КАвЗ-3976.